# 平野麻衣
平野 麻衣（ひらの まい、1984年7月3日 - ）は、千葉県出身のタレント、女優。血液型A型。
いちごダンサーズのいちごゼリーとして活動。2009年8月29日にいちごダンサーズを卒業した。

## 出演

### ドラマ
- さよなら、小津先生

### ミュージカル
- プリンセスハムレット
- GANｇ（主演）
- PRESENT
- GANｇキャラクターズライブ

### 舞台
- 101匹萌えタン
- 水無月の島
- Just in time
- N.G. ～星になれたら～

### CM
- 東京ディズニーシー

### DVD
- 日刊ゲンダイ@失礼します
- マイクロビキニダンス
- 華 イメージビデオ

### 新聞
- 日刊ゲンダイ